# Maslenički most (autocesta A1)
Maslenički most (zvan i „Novi Maslenički most” kako bi se razlikovao od „starog” koji je srušen u Domovinskom ratu, nanovo izgrađen 2004. godine) armiranobetonski je lučni most iznad Novskog ždrila. Prevodi obe trake autoceste A1, na dionici Rovanjska – Zadar – zapad. Most ima ukupnu dužinu 377,60 m, širinu 20,40 m, a rasponski sklop iznosi 350 metara. Rasponsku konstrukciju čini luk raspona 200 m, čime se svrstava među veće ovakve mostove u svijetu. Nalazi se između dvaju naselja – Ždrila i Rovanjske.

## Izgradnja
Idejno rješenje autocestovnog mosta kod Maslenice izrađeno je još 1986. godine u Institutu građevinarstva Hrvatske (IGH), u sklopu projekta autoceste, ali je rušenje starog mosta u Domovinskom ratu ubrzalo njegovu izgradnju. Nakon raspisanog natječaja za obnovu mosta Maslenica odlučeno je da se gradi novi armiranobetonski most na trasi buduće autoceste, udaljen od lokacije starog mosta približno 1,5 km. Radovi na mostu otpočeli su nepuna dva mjeseca nakon Operacije Maslenica (siječanj 1993.) i cijelu je godinu gradilište bilo na dometu neprijateljskog topništva. Za vrijeme izgradnje mosta, promet preko Novskog ždrila odvijao se preko pontonskog mosta, privremenog rješenja za povezivanje Dalmacije sa sjevernim priobaljem i kontinentalnom Hrvatskom. Građenje je vodila splitska tvrtka Konstruktor, dok je projekt izrađen na Građevinskom fakultetu u Zagrebu. Most je izniman po tomu što je prvi autocestovni betonski lučni most u Hrvatskoj velikog raspona. Jedan od glavnih projektanata Masleničkog mosta je Zlatko Šavor.
Most je 8. travnja 1997. svečano pustio u promet tadašnji predsjednik Franjo Tuđman.

## Problemi s vjetrom
Most je u dijelu javnosti i medija doživio brojne kritike, jer je nakon puštanja u promet često zatvaran zbog bure. Na Masleničkom mostu je 21. prosinca 1998. godine izmjerena najveća brzina bure u iznosu 248 km/h. Problem je taj što vjetar ne puše poprečno, nego 10 – 15° u smjeru pružanja mosta, što je otežavajući čimbenik. Nije bilo mnogo izbora za alternativnu lokaciju gradnje u blizini zbog dometa srpskog topništva i već zacrtane trase autoceste. Zbog toga mu je Stari Maslenički most često alternativa kad je zbog bure zatvoren.